# Jeyvi Miavivululu
Jeyvi Miavivululu (geboren 7. Februar 1990 in Brüssel) ist ein belgisch-schweizerischer Basketballspieler. Er spielt zurzeit für den Basketballclub Winterthur und lief 2018 erstmals mit der Schweizer Basketballnationalmannschaft auf.

## Lebenslauf
Miavivululu wurde 1990 in der belgischen Hauptstadt Brüssel geboren und ist in Lausanne in der Schweiz aufgewachsen. Nach der regulären Schulzeit zügelte er in die USA und besuchte dort 2008 zunächst die Paterson Catholic High School in der gleichnamigen Stadt in New Jersey. 2009/10 war er an der Avon Old Farms High School in Avon, Connecticut. Nach der Highschool besuchte er die Felician University im gleichen Bundesstaat, spielte dort von 2013 bis 2015 insgesamt 75 Spiele und schoss dabei im Durchschnitt 13,83 Punkte – in seiner letzten Saison waren es 14,35 Punkte bei 26 absolvierten Spielen.
Nach dem College wechselte Miavivululu im März 2016 zurück in die Schweiz zu Union Neuchâtel Basket in die Nationalliga A. In der Saison 2015/16 kam er noch zu 13 Einsätzen, als er jedoch in der darauffolgenden Saison noch zu fünf Einsätzen am Neuenburgersee kam, wechselte er nach einer Saison zum BC Winterthur. In der Eulachstadt zeigte sich Headcoach Mitar Trivunovic positiv überrascht von den Leistungen von Miavivululu. 2018 wurde Miavivululu für das Spiel gegen die Slowakei erstmals für die Schweizer Basketballnationalmannschaft aufgeboten.